# 경북온라인학교
경북온라인학교는 경상북도 경산시에 있는 공립 각종학교이다.

## 연혁
- 2025년 3월 1일 : 폐교된 옛 남산초등학교 삼성분교 부지에 개교[1][2]